# Вокнаволок
Вокна́волок (карел. Vuokkiniemi) — старинная деревня в составе Костомукшского муниципального округа Республики Карелия.
Находится на юго-западном берегу озера Верхнее Куйто, в 59 км к северу по автодороге от города Костомукша. К северо-западу от деревни находится государственный национальный парк «Калевальский» — особо охраняемая природная территория, резерват старовозрастных сосновых лесов.
Деревня отнесена к памятникам истории и культуры, находящимся на территории Костомукшского муниципального округа, историческое поселение.

## История
Деревня известна как одна из рунопевческих деревень, связанных с именем Элиаса Лённрота, записавшим здесь основную часть рун, и с именами известных карельских рунопевцев Перттуненов. В 1991 году в деревне установлен памятник рунопевцу Мийхкали Перттунену (скульптор Алпо Сайло).
В 1858 году было открыто сельское общественное училище, ставшее впоследствии Вокнаволоцкой школой. Современное бревенчатое здание школы с собственной котельной было построено в 1990-е годы при участии финских соседей. Кроме предметов из обычной школьной программы, детям предлагается изучать финский или карельский язык.
1 сентября 1936 г. в деревне Вокнаволок приземлился аэростат «Цюрих» с двумя швейцарскими аэронавтами Тильгенкампом и Теп-Бошем на борту. Спортсмены участвовали в международном кубке Гордона Беннета. Советские власти оказали помощь аэронавтам в возвращении на родину.
В 1997 году в деревне была построена деревянная церковь Ильи Пророка.
На юго-западной границе посёлка сохраняется братская могила советских воинов и партизан, погибших в период Гражданской войны (1918 год) и в годы Советско-финской войны (1941—1944). В 1959 году на могиле был установлен гранитный обелиск, в 1966 году слева от обелиска была установлена скульптура скорбящей матери.

## Население
| 2002 | 2009 | 2010 | 2013 |
| ---- | ---- | ---- | ---- |
| 415  | ↘404 | ↗427 | ↘401 |

## Фотогалерея

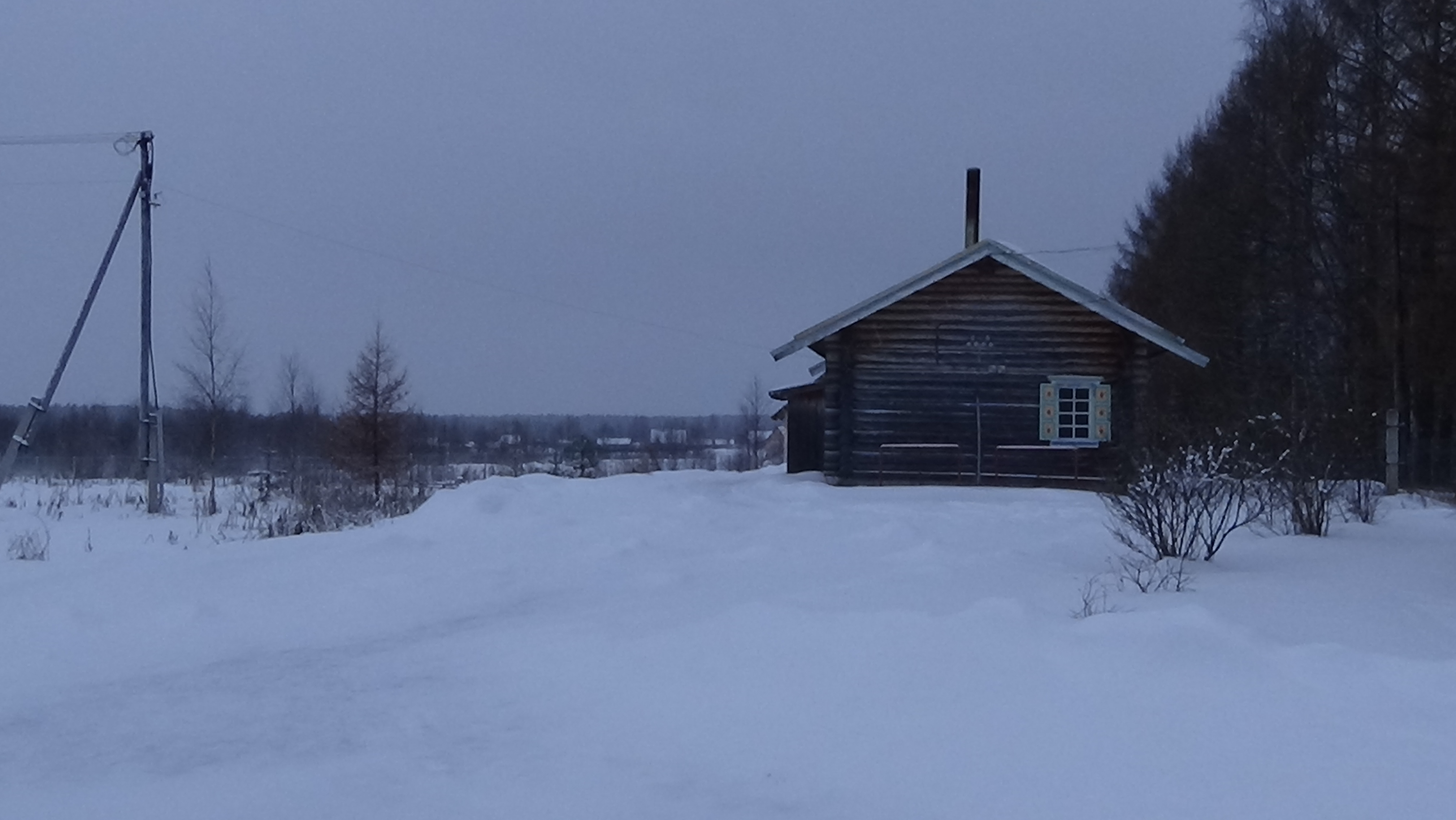
Вид деревни
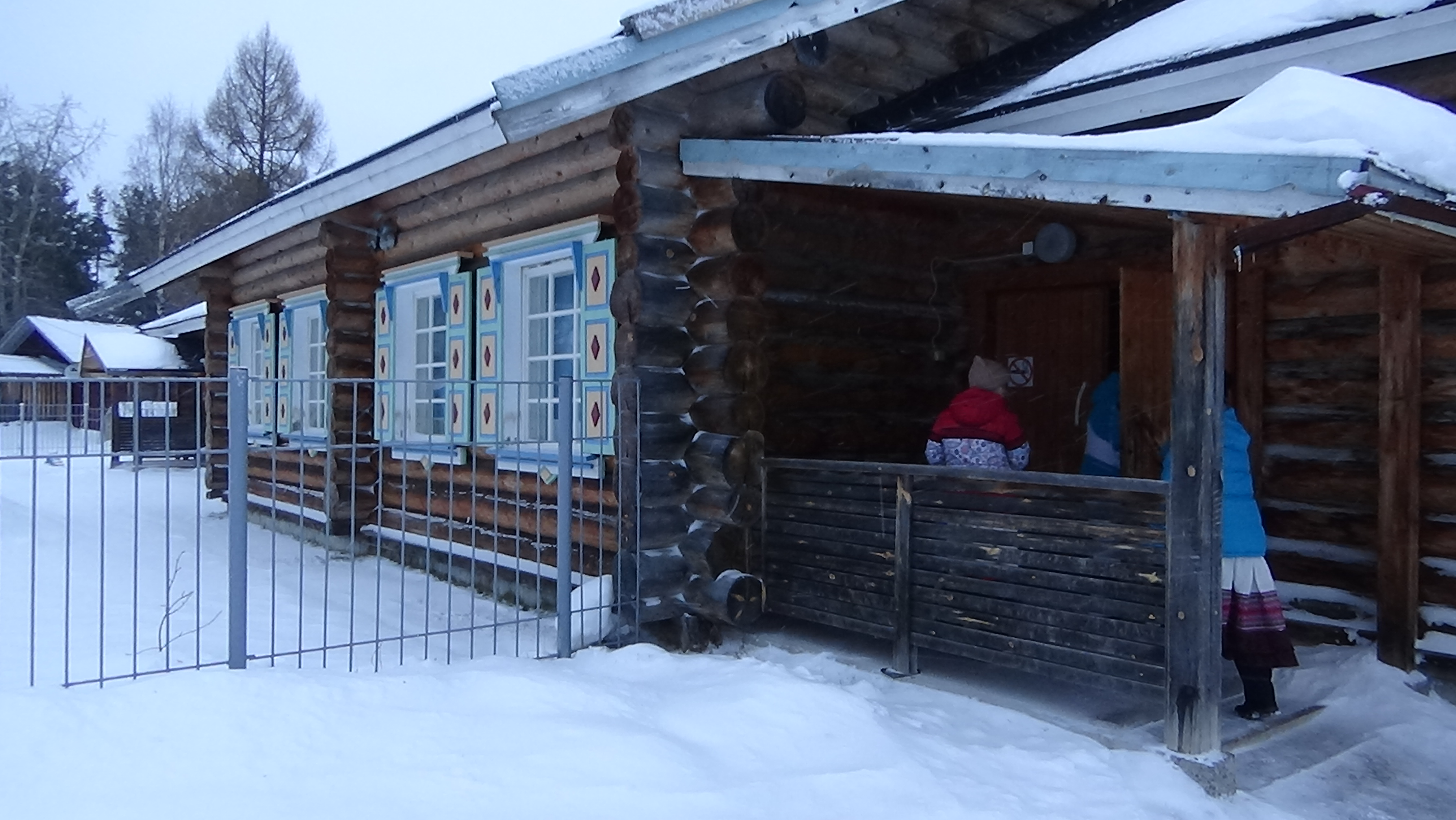
Вход в школу
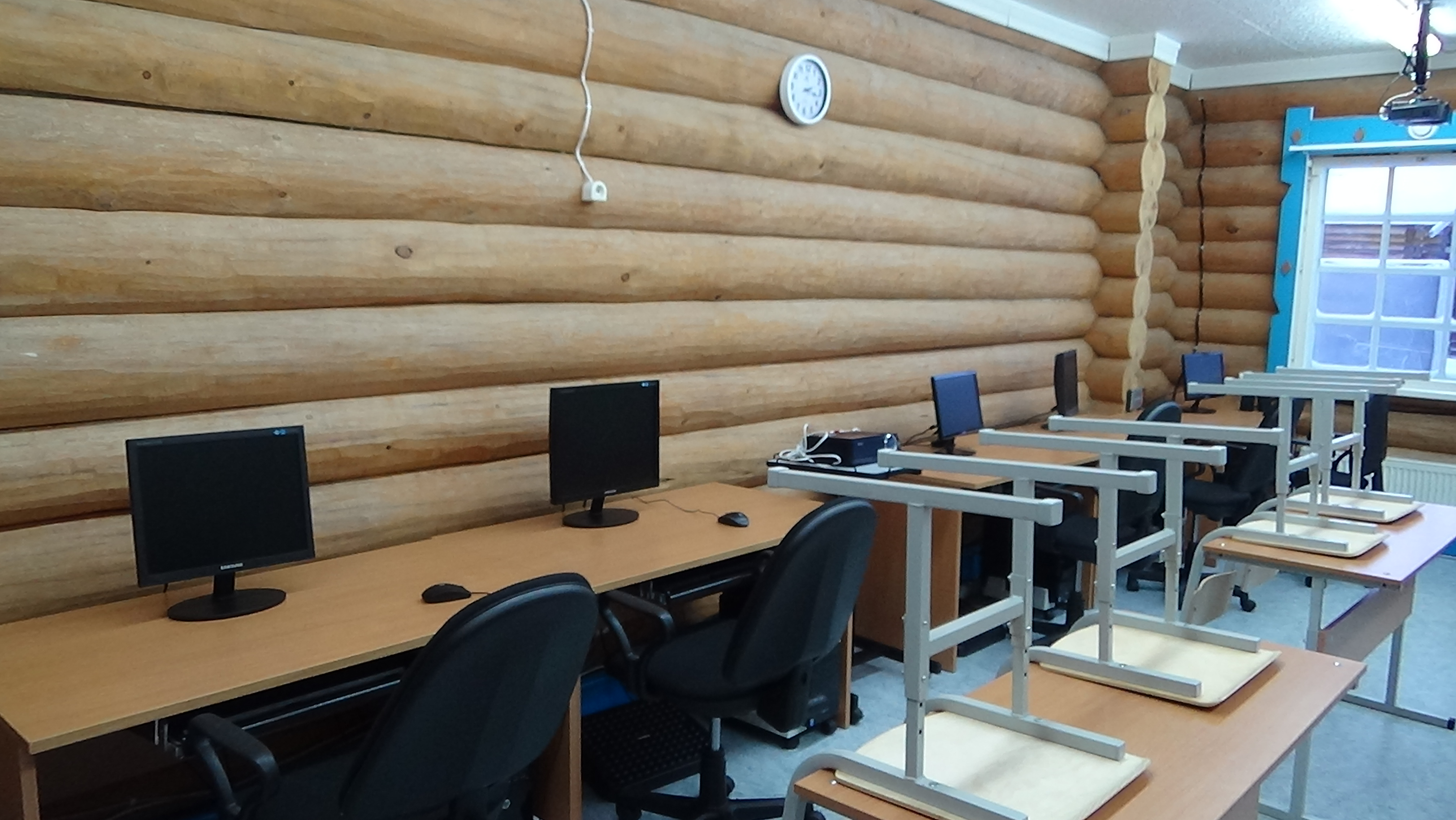
Компьютерный класс
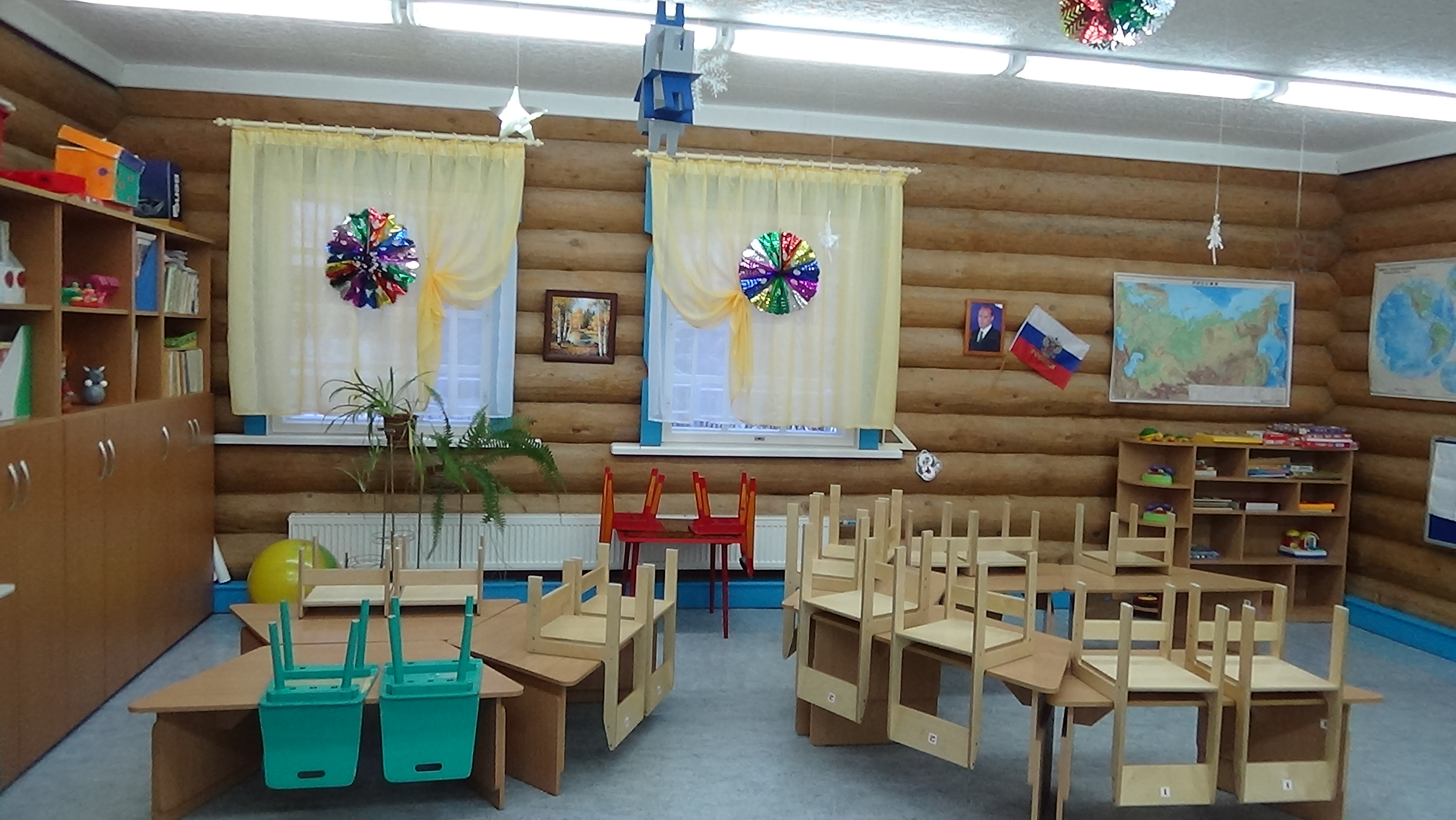
Детский класс.
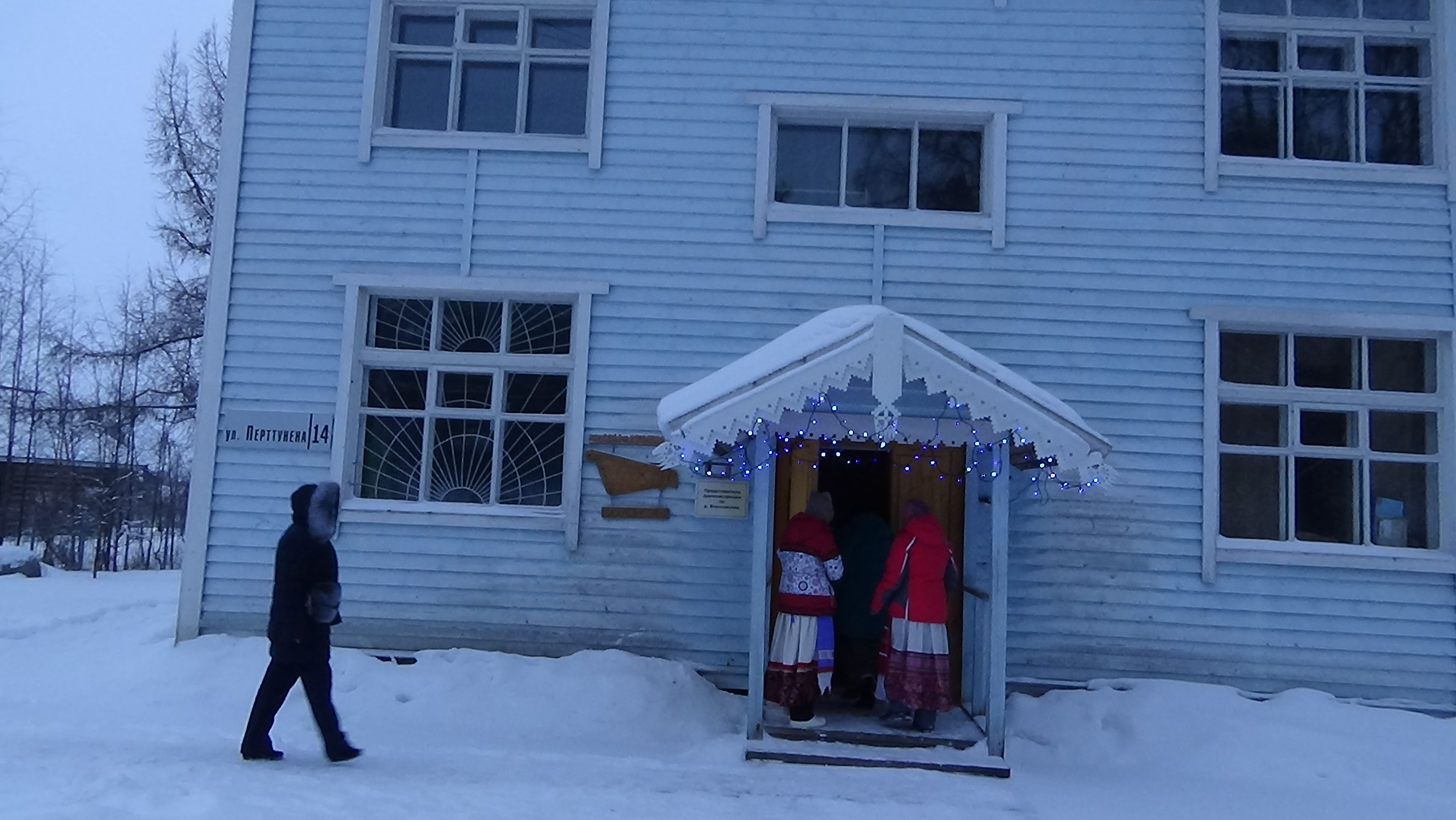
Дом деревни (Kylatalo) Вокнаволок.
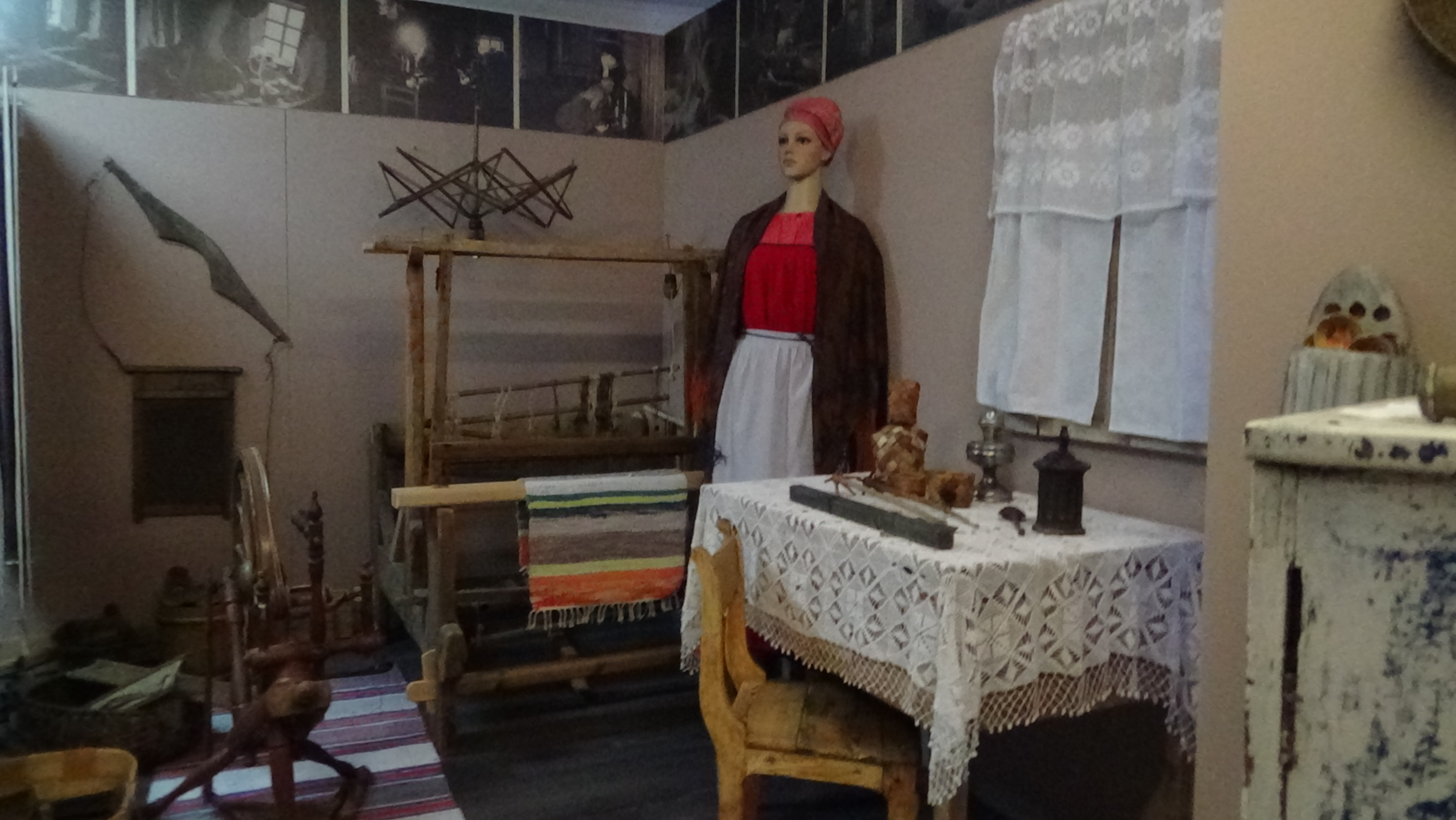
Карельский Музей в Доме деревни.